# Mòdul d'elasticitat
El mòdul d'elasticitat, mòdul elàstic, mòdul d'elasticitat longitudinal o mòdul de Young és la mesura de la rigidesa d'un material elàstic. Es defineix com la relació entre la tensió uniaxial i l'allargament unitari uniaxial en el rang de tensions en el qual es compleix la llei de Hooke (és a dir, abans d'arribar al límit elàstic). En mecànica del sòlid, el pendent de la corba tensió-deformació en qualsevol punt s'anomena mòdul tangent; si aquest punt es troba sobre la regió lineal de la corba, doncs, es tracta del mòdul d'elasticitat o mòdul de Young. El mòdul d'elasticitat es pot determinar experimentalment mitjançant un assaig de tracció realitzat sobre una mostra del material a estudiar. En materials anisotròpics, el mòdul d'elasticitat pot tenir diferents valors segons la direcció que s'apliqui la força respecte a l'estructura del material.
El mòdul de Young s'anomena així en honor de Thomas Young, científic britànic del segle xix. De totes maneres, el concepte fou desenvolupat el 1727 per Leonhard Euler, i els primers experiments que utilitzaren el concepte de mòdul d'elasticitat foren duts a terme pel científic italià Giordano Riccati el 1782.

## Unitats
El mòdul elàstic es defineix com la proporció entre la tensió (que té unitats de pressió) i la deformació (que és adimensional); llavors, el mòdul elàstic té unitats de pressió, que en el Sistema Internacional són el pascal (Pa, N/m² o m−1·kg·s−2). Tanmateix, per qüestions pràctiques se solen utilitzar els megapascals (MPa o N/mm²) o gigapascals (GPa o kN/mm²). En unitats de mesura dels Estats Units s'utilitza la lliura per polzada quadrada (psi) i la seva derivada ksi (equivalent a mil psi).

## Aplicació
El mòdul d'elasticitat es pot fer servir, per exemple, per calcular els canvis dimensionals d'una barra de material elàstic isotròpic sota càrregues de tracció o compressió: es pot predir com s'allarga en el primer cas, o com s'escurça en el segon. També es pot fer servir per calcular la deflexió que pateix una biga estàticament determinada quan se li aplica una càrrega en un punt entre els dos suports. Tanmateix, aquests càlculs solen requerir aplicar altres conceptes i propietats dels materials com el mòdul de cisallament, la densitat o el coeficient de Poisson.

### Materials lineals i no lineals
Per la majoria de materials el mòdul d'elasticitat és constant sigui quina sigui la deformació de la mostra. Aquests materials s'anomenen lineals, i obeeixen la llei de Hooke. Alguns exemples són l'acer, la fibra de carboni i el vidre. En canvi, aquells materials que no tenen un mòdul d'elasticitat constant són no lineals, com per exemple el cautxú o el sòl.

### Materials direccionals
El mòdul d'elasticitat pot no ser igual en totes les orientacions d'un material. La majoria de metalls i ceràmiques, juntament amb molts altres materials, són isotròpics, i totes les seves propietats mecàniques són les mateixes en totes les orientacions. Tanmateix, els metalls i les ceràmiques es poden tractar amb certes impureses, i els metalls es poden treballar mecànicament per fer les seves estructures de gra direccionals. En aquest cas els materials esdevenen anisòtrops, i el mòdul d'elasticitat canvia depenent de la direcció del vector de força. També es pot observar anisotropia en molts compostos, com per exemple la fibra de carboni, que té un mòdul d'elasticitat molt més elevat quan la força és aplicada en paral·lel a les fibres (al llarg del gra). Altres materials similars són la fusta i el formigó armat.

## Càlcul
El mòdul d'elasticitat (E) es pot calcular dividint la tensió per la deformació en la porció elàstica (lineal) de la corba tensió-deformació:
{\displaystyle E\equiv {\frac {\mbox{tensió}}{\mbox{deformació}}}={\frac {\sigma }{\varepsilon }}={\frac {F/A_{0}}{\Delta L/L_{0}}}={\frac {FL_{0}}{A_{0}\Delta L}}}
On:
E és el mòdul d'elasticitat
F és la força exercida sobre el cos
A0 és l'àrea (secció) sobre la qual s'aplica la força
ΔL és la quantitat que s'allarga el cos
L0 és la llargada original del cos

### Força exercida per un material estirat o comprimit
El mòdul d'elasticitat d'un material es pot fer servir per calcular la força que exerceix sota una deformació específica.
{\displaystyle F=-{\frac {EA_{0}\Delta L}{L_{0}}}}
On F és la força exercida pel material quan és estirat o comprimit una llargada ΔL. D'aquesta fórmula se'n pot obtenir la llei de Hooke, la qual descriu la rigidesa d'una molla ideal:
{\displaystyle F=-\left({\frac {EA_{0}}{L_{0}}}\right)\Delta L=-kx\,}
On
{\displaystyle k={\begin{matrix}{\frac {EA_{0}}{L_{0}}}\end{matrix}}\,}
{\displaystyle x=\Delta L.\,}

### Energia potencial elàstica
L'energia potencial elàstica emmagatzemada ve donada per la integral de l'expressió anterior respecte a L:
{\displaystyle U_{e}=\int {\frac {EA_{0}\Delta L}{L_{0}}}\,d\Delta L={\frac {EA_{0}}{L_{0}}}\int {\Delta L}\,d\Delta L={\frac {EA_{0}{\Delta L}^{2}}{2L_{0}}}}
On Ue és l'energia potencial elàstica.
L'energia potencial elàstica per unitat de volum ve donada per:
{\displaystyle {\frac {U_{e}}{A_{0}L_{0}}}={\frac {E{\Delta L}^{2}}{2L_{0}^{2}}}={\frac {1}{2}}E{\varepsilon }^{2}}, on {\displaystyle \varepsilon ={\frac {\Delta L}{L_{0}}}} és la deformació del material. Aquesta fórmula també es pot expressar com la integral de la llei de Hooke:
{\displaystyle U_{e}=\int {kx}\,dx={\frac {1}{2}}kx^{2}}

### Relació entre constants elàstiques
Per materials isotròpics homogenis existeixen relacions simples entre les constants elàstiques (mòdul d'elasticitat E, mòdul de cisallament G, mòdul de compressibilitat K i coeficient de Poisson ν) que permeten calcular-les totes si se'n coneixen almenys dues.
{\displaystyle E=2G(1+\nu )=3K(1-2\nu )\,}

## Valors aproximats

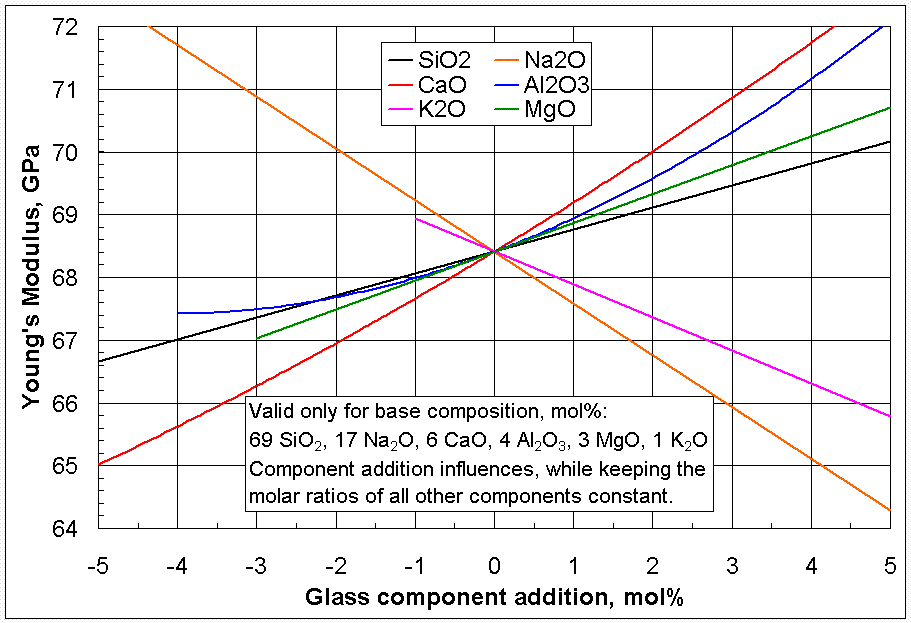
Influències de certes addicions de components de vidre sobre el mòdul d'elasticitat d'un vidre base específic

El mòdul d'elasticitat pot patir variacions a causa de diferències en la composició de la mostra i del mètode utilitzat per fer la prova. A continuació es mostren el valor aproximat del mòdul d'elasticitat per a diversos materials, ordenats del material que el té més baix al que el té més alt.
| Material                                                                                             | GPa        |
| --- | ---------- |
| Cautxú (petites deformacions)                                                                        | 0.01–0.1   |
| PTFE (tefló)                                                                                         | 0,5        |
| Polietilè de baixa densitat                                                                          | 0,238      |
| Polietilè d'alta densitat                                                                            | 0.8        |
| Polipropilè                                                                                          | 1,5-2      |
| Càpsides bacteriòfagues                                                                              | 1–3        |
| Politereftalat d'etilè (PET)                                                                         | 2-2,7      |
| Poliestirè                                                                                           | 3-3,5      |
| Niló                                                                                                 | 2–4        |
| Frústuls de diatomea (principalment àcid silícic)                                                    | 0,35–2,77  |
| Tauler DM                                                                                            | 4          |
| Fusta de pi (al llarg del gra)                                                                       | 9          |
| Fusta de roure (al llarg del gra)                                                                    | 11         |
| Os cortical humà                                                                                     | 14         |
| Nanotubs pèptids aromàtics                                                                           | 19-27      |
| Formigó d'alta resistència                                                                           | 30         |
| Fibra de cànem                                                                                       | 35         |
| Magnesi (Mg)                                                                                         | 45         |
| Fibra de lli                                                                                         | 58         |
| Alumini                                                                                              | 69         |
| Fibra d'ortiga gran                                                                                  | 87         |
| Vidre (vegeu diagrama)                                                                               | 50–90      |
| Aramida                                                                                              | 70,5–112,4 |
| Nacre (mareperla, principalment carbonat de calci)                                                   | 70         |
| Esmalt dental (principalment fosfat de calci)                                                        | 83         |
| Llautó                                                                                               | 100–125    |
| Bronze                                                                                               | 96-120     |
| Titani (Ti)                                                                                          | 110.3      |
| Aliatges de titani                                                                                   | 105–120    |
| Coure (Cu)                                                                                           | 117        |
| Plàstic reforçat amb fibra de vidre (70/30 per pes de fibra/xarxa, unidireccional, al llarg del gra) | 40–45      |
| Xarxa de poliestirè reforçada amb fibra de vidre                                                     | 17,2       |
| Plàstic reforçat amb fibra de carboni (50/50 fibra/xarxa, biaxial)                                   |            |
| Plàstic reforçat amb fibra de carboni (70/30 fibra/xarxa, unidireccional, al llarg del gra)          | 181        |
| Silici (cristall únic, diferents direccions)                                                         | 130-185    |
| Ferro forjat                                                                                         | 190–210    |
| Acer (ASTM-A36)                                                                                      | 200        |
| Granat de ferro itri policristal·lí (YIG)                                                            | 193        |
| Granat de ferro itri monocristal·lí (YIG)                                                            | 200        |
| Nanosferes de pèptids aromàtics                                                                      | 230-275    |
| Beril·li (Be)                                                                                        | 287        |
| Molibdè (Mo)                                                                                         | 329        |
| Tungstè (W)                                                                                          | 400–410    |
| Safir (Al₂O₃) al llarg de l'eix C                                                                    | 435        |
| Carbur de silici (SiC)                                                                               | 450        |
| Osmi (Os)                                                                                            | 550        |
| Carbur de tungstè (wídia, WC)                                                                        | 450–650    |
| Nanotub de carboni d'una sola capa                                                                   | 1,000+     |
| Grafè                                                                                                | 1000       |
| Diamant (C)                                                                                          | 1220       |